# Thomas Strunz
Thomas Strunz (Duisburg, 25 aprile 1968) è un ex calciatore e dirigente sportivo tedesco, di ruolo centrocampista.

## Carriera

### Calciatore
Centrocampista difensivo, discreto incontrista centrale attivo all'occorrenza anche sulle fasce, Strunz cominciò la sua carriera nelle giovanili del Duisburg, la squadra della sua città. Nel 1989 venne acquistato dal Bayern Monaco, dove giocò senza regolarità fino alla stagione 1991-1992, quando fu ceduto in prestito allo Stoccarda ove rimase fino al 1995,  sempre titolare. Durante questo periodo fu anche convocato per i Mondiali del 1994 dal ct tedesco Berti Vogts col numero 2.
Dal 1995-1996 al 2000-2001 tornò al Bayern; nell'estate del 2001 si ritirò, continuando come dirigente calcistico. La sua seconda esperienza nei bavaresi fu tormentata da vari infortuni. Attivo anche con la Nazionale tedesca, Strunz giocò 41 partite tra il 1990 ed il 1999 coi commissari tecnici Berti Vogts ed Erich Ribbeck, trionfando agli Europei del 1996.

### Dirigente
Dal 25 agosto al 31 dicembre 2004 fu il vice-allenatore del Borussia Mönchengladbach. Il 1º gennaio 2005 venne assunto come general manager dal Wolfsburg, da cui fu esonerato il 19 dicembre dello stesso anno a seguito della sconfitta casalinga 3-2 contro il Kaiserslautern.

## Curiosità
Il 10 marzo 1998 fu duramente criticato dal suo allenatore Giovanni Trapattoni, che in conferenza stampa gli rimproverò lo scarso rendimento nel Bayern. In tale occasione Trapattoni, all'interno di un discorso in un tedesco piuttosto maccheronico, pronunciò ripetutamente e con forte accento italiano il cognome Strunz; ciò rese l'episodio popolare in Italia, principalmente a causa dell'assonanza con una comune parolaccia italiana usata per indicare una persona inaffidabile e di cattivo carattere.

## Vita privata
Nel 2004 la moglie Claudia chiese il divorzio per sposare il calciatore Stefan Effenberg.

## Statistiche

### Cronologia presenze e reti in nazionale
| Cronologia completa delle presenze e delle reti in nazionale ― Germania | Cronologia completa delle presenze e delle reti in nazionale ― Germania | Cronologia completa delle presenze e delle reti in nazionale ― Germania | Cronologia completa delle presenze e delle reti in nazionale ― Germania | Cronologia completa delle presenze e delle reti in nazionale ― Germania | Cronologia completa delle presenze e delle reti in nazionale ― Germania | Cronologia completa delle presenze e delle reti in nazionale ― Germania | Cronologia completa delle presenze e delle reti in nazionale ― Germania |
| Data                                                                    | Città                                                                   | In casa                                                                 | Risultato                                                               | Ospiti                                                                  | Competizione                                                            | Reti                                                                    | Note                                                                    |
| ----------------------------------------------------------------------- | ----------------------------------------------------------------------- | ----------------------------------------------------------------------- | ----------------------------------------------------------------------- | ----------------------------------------------------------------------- | ----------------------------------------------------------------------- | ----------------------------------------------------------------------- | ----------------------------------------------------------------------- |
| 10-10-1990                                                              | Stoccolma                                                               | Svezia                                                                  | 1 – 3                                                                   | Germania                                                                | Amichevole                                                              | -                                                                       |                                                                         |
| 31-10-1990                                                              | Lussemburgo                                                             | Lussemburgo                                                             | 2 – 3                                                                   | Germania                                                                | Qual. Euro 1992                                                         | -                                                                       |                                                                         |
| 9-9-1992                                                                | Copenaghen                                                              | Danimarca                                                               | 1 – 2                                                                   | Germania                                                                | Amichevole                                                              | -                                                                       | 88’                                                                     |
| 10-6-1993                                                               | Washington                                                              | Germania                                                                | 3 – 3                                                                   | Brasile                                                                 | USA Cup                                                                 | -                                                                       | 54’                                                                     |
| 13-6-1993                                                               | Chicago                                                                 | Stati Uniti                                                             | 3 – 4                                                                   | Germania                                                                | USA Cup                                                                 | -                                                                       |                                                                         |
| 19-6-1993                                                               | Detroit                                                                 | Germania                                                                | 2 – 1                                                                   | Inghilterra                                                             | USA Cup                                                                 | -                                                                       |                                                                         |
| 18-12-1993                                                              | San Francisco                                                           | Stati Uniti                                                             | 0 – 3                                                                   | Germania                                                                | Amichevole                                                              | -                                                                       | 75’                                                                     |
| 22-12-1993                                                              | Città del Messico                                                       | Messico                                                                 | 0 – 0                                                                   | Germania                                                                | Amichevole                                                              | -                                                                       |                                                                         |
| 23-3-1994                                                               | Stoccarda                                                               | Germania                                                                | 2 – 1                                                                   | Italia                                                                  | Amichevole                                                              | -                                                                       |                                                                         |
| 27-4-1994                                                               | Abu Dhabi                                                               | Emirati Arabi Uniti                                                     | 0 – 2                                                                   | Germania                                                                | Amichevole                                                              | -                                                                       |                                                                         |
| 29-5-1994                                                               | Hannover                                                                | Germania                                                                | 0 – 2                                                                   | Irlanda                                                                 | Amichevole                                                              | -                                                                       |                                                                         |
| 2-6-1994                                                                | Vienna                                                                  | Austria                                                                 | 1 – 5                                                                   | Germania                                                                | Amichevole                                                              | -                                                                       |                                                                         |
| 8-6-1994                                                                | Toronto                                                                 | Canada                                                                  | 0 – 2                                                                   | Germania                                                                | Amichevole                                                              | -                                                                       | 69’                                                                     |
| 17-6-1994                                                               | Chicago                                                                 | Bolivia                                                                 | 0 – 1                                                                   | Germania                                                                | Mondiali 1994 - 1º turno                                                | -                                                                       | 83’                                                                     |
| 21-6-1994                                                               | Chicago                                                                 | Spagna                                                                  | 1 – 1                                                                   | Germania                                                                | Mondiali 1994 - 1º turno                                                | -                                                                       |                                                                         |
| 10-7-1994                                                               | New York                                                                | Bulgaria                                                                | 2 – 1                                                                   | Germania                                                                | Mondiali 1994 - Quarti di finale                                        | -                                                                       | 59’                                                                     |
| 7-9-1994                                                                | Mosca                                                                   | Russia                                                                  | 0 – 1                                                                   | Germania                                                                | Amichevole                                                              | -                                                                       |                                                                         |
| 12-10-1994                                                              | Budapest                                                                | Ungheria                                                                | 0 – 0                                                                   | Germania                                                                | Amichevole                                                              | -                                                                       |                                                                         |
| 16-11-1994                                                              | Tirana                                                                  | Albania                                                                 | 1 – 2                                                                   | Germania                                                                | Qual. Euro 1996                                                         | -                                                                       | 46’                                                                     |
| 14-12-1994                                                              | Chișinău                                                                | Moldavia                                                                | 0 – 3                                                                   | Germania                                                                | Qual. Euro 1996                                                         | -                                                                       | 69’                                                                     |
| 18-12-1994                                                              | Kaiserslautern                                                          | Germania                                                                | 2 – 1                                                                   | Albania                                                                 | Qual. Euro 1996                                                         | -                                                                       | 78’                                                                     |
| 7-6-1995                                                                | Sofia                                                                   | Bulgaria                                                                | 3 – 2                                                                   | Germania                                                                | Qual. Euro 1996                                                         | 1                                                                       | 90’                                                                     |
| 23-8-1995                                                               | Bruxelles                                                               | Belgio                                                                  | 1 – 2                                                                   | Germania                                                                | Amichevole                                                              | -                                                                       | 46’                                                                     |
| 6-9-1995                                                                | Norimberga                                                              | Germania                                                                | 4 – 1                                                                   | Georgia                                                                 | Qual. Euro 1996                                                         | -                                                                       |                                                                         |
| 15-11-1995                                                              | Berlino                                                                 | Germania                                                                | 3 – 1                                                                   | Bulgaria                                                                | Qual. Euro 1996                                                         | -                                                                       | 46’                                                                     |
| 29-5-1996                                                               | Melbourne                                                               | Australia                                                               | 1 – 1                                                                   | Germania                                                                | Amichevole                                                              | -                                                                       |                                                                         |
| 4-6-1996                                                                | Mannheim                                                                | Germania                                                                | 9 – 1                                                                   | Liechtenstein                                                           | Amichevole                                                              | -                                                                       | 46’                                                                     |
| 9-6-1996                                                                | Manchester                                                              | Rep. Ceca                                                               | 0 – 2                                                                   | Germania                                                                | Euro 1996 - 1º turno                                                    | -                                                                       | 65’                                                                     |
| 16-6-1996                                                               | Manchester                                                              | Germania                                                                | 3 – 0                                                                   | Russia                                                                  | Euro 1996 - 1º turno                                                    | -                                                                       | 87’                                                                     |
| 19-6-1996                                                               | Manchester                                                              | Germania                                                                | 0 – 0                                                                   | Italia                                                                  | Euro 1996 - 1º turno                                                    | -                                                                       | 11’, 60’                                                                |
| 26-6-1996                                                               | Londra                                                                  | Inghilterra                                                             | 1 – 1 dts (5 – 6 dtr)                                                   | Germania                                                                | Euro 1996 - Semifinale                                                  | -                                                                       | 119’                                                                    |
| 30-6-1996                                                               | Londra                                                                  | Rep. Ceca                                                               | 1 – 2 gg                                                                | Germania                                                                | Euro 1996 - Finale                                                      | -                                                                       |                                                                         |
| 4-9-1996                                                                | Danzica                                                                 | Polonia                                                                 | 0 – 2                                                                   | Germania                                                                | Amichevole                                                              | -                                                                       |                                                                         |
| 9-11-1996                                                               | Norimberga                                                              | Germania                                                                | 1 – 1                                                                   | Irlanda del Nord                                                        | Qual. Mondiali 1998                                                     | -                                                                       | 75’                                                                     |
| 18-11-1998                                                              | Gelsenkirchen                                                           | Germania                                                                | 1 – 1                                                                   | Paesi Bassi                                                             | Amichevole                                                              | -                                                                       | 86’                                                                     |
| 27-3-1999                                                               | Belfast                                                                 | Irlanda del Nord                                                        | 0 – 3                                                                   | Germania                                                                | Qual. Euro 2000                                                         | -                                                                       |                                                                         |
| 31-3-1999                                                               | Norimberga                                                              | Germania                                                                | 2 – 0                                                                   | Finlandia                                                               | Qual. Euro 2000                                                         | -                                                                       |                                                                         |
| 28-4-1999                                                               | Brema                                                                   | Germania                                                                | 0 – 1                                                                   | Scozia                                                                  | Amichevole                                                              | -                                                                       | 88’                                                                     |
| 4-6-1999                                                                | Leverkusen                                                              | Germania                                                                | 6 – 1                                                                   | Moldavia                                                                | Qual. Euro 2000                                                         | -                                                                       |                                                                         |
| 4-9-1999                                                                | Helsinki                                                                | Finlandia                                                               | 1 – 2                                                                   | Germania                                                                | Qual. Euro 2000                                                         | -                                                                       | 85’                                                                     |
| 8-9-1999                                                                | Dortmund                                                                | Germania                                                                | 4 – 0                                                                   | Irlanda del Nord                                                        | Qual. Euro 2000                                                         | -                                                                       | 31’ 76’                                                                 |
| Totale                                                                  |                                                                         | Presenze                                                                | 41                                                                      |                                                                         | Reti                                                                    | 1                                                                       |                                                                         |

## Palmarès

### Club

#### Competizioni nazionali
- Campionato tedesco: 5

Bayern Monaco: 1989-1990, 1996-1997, 1998-1999, 1999-2000, 2000-2001
- Supercoppa di Germania: 2

Bayern Monaco: 1990
Stoccarda: 1992
- Coppa di Lega tedesca: 4

Bayern Monaco: 1997, 1998, 1999, 2000
- Coppa di Germania: 2

Bayern Monaco: 1997-1998, 1999-2000

#### Competizioni internazionali
- Coppa UEFA: 1

Bayern Monaco: 1995-1996
- UEFA Champions League: 1

Bayern Monaco: 2000-2001

### Nazionale
- Campionato d'Europa: 1

1996